# Renate Gröpel
Renate Gröpel geborene Blum (* 3. Juli 1948 in Lübeck) ist eine deutsche Politikerin (SPD). Sie war Mitglied des Schleswig-Holsteinischen Landtags sowie Bürgerschaftsabgeordnete und Senatorin der Hansestadt Lübeck.

## Leben
Renate Gröpel, von Beruf Beamtin bei der Deutschen Bundespost, jetzt Deutsche Telekom, trat 1975 in die SPD ein. Ihre politische Laufbahn begann sie in der Kommunalpolitik Lübecks als Mitglied von Ausschüssen der Bürgerschaft. Bei der Bürgerschaftswahl am 2. März 1986 wurde sie im Wahlbezirk 12 direkt in die Bürgerschaft gewählt und bei der Wahl am 25. März 1990 im Wahlbezirk 11 wiedergewählt. Sie war zugleich Liegenschaftssenatorin und zeitweilig stellvertretende Vorsitzende der SPD-Bürgerschaftsfraktion. Sie gehörte dem SPD-Kreisvorstand an und war acht Jahre dessen stellvertretende Vorsitzende.
Bei der Wahl zur 14. Wahlperiode des Schleswig-Holsteinischen Landtags wurde sie am 24. März 1996 mit 41,6 Prozent der Erststimmen im Wahlkreis Lübeck-Ost direkt gewählt. Sie gehörte dem Eingabenausschuss, dem Innen- und Rechtsausschuss, dem Umweltausschuss und dem Finanzausschuss an. Wiedergewählt wurde sie mit 51,2 Prozent der Erststimmen bei der Wahl zur 15. Wahlperiode am 27. Februar 2000. In ihrer zweiten Amtszeit war sie Mitglied des Finanzausschusses, gehörte weiteren Ausschüssen als stellvertretendes Mitglied an, darunter dem Zweiten Parlamentarischen Untersuchungsausschuss, und war von 2000 bis 2005 stellvertretende Vorsitzende der SPD-Fraktion.
2004 verzichtete sie auf eine erneute Kandidatur für den Landtag und den SPD-Kreisvorstand und schied mit Ablauf der Wahlperiode 2005 aus dem Landtag aus.
Renate Gröpel ist Mitglied der Vereinten Dienstleistungsgewerkschaft, der Arbeiterwohlfahrt sowie weiterer Organisationen und Verbände auf regionaler und überregionaler Ebene.
Sie ist verheiratet und hat zwei Kinder.

## Auszeichnungen
- 2007 Verdienstmedaille des Verdienstordens der Bundesrepublik Deutschland